# Joel Corry
Joel Corry (Londra, 10 giugno 1989) è un disc jockey e produttore discografico britannico.

## Biografia
Cresciuto a North London, ha iniziato a dedicarsi al DJing a partire dall'età di 13 anni. Fattosi conoscere con la sua partecipazione a Geordie Shore fino al 2013, ha visto la svolta commerciale nel 2019 con l'uscita del singolo Sorry, classificatosi 3º nella Irish Singles Chart, 6º nella Official Singles Chart e 40º nella ARIA Singles Chart, e certificato doppio platino dalla British Phonographic Industry e platino dalla Australian Recording Industry Association per oltre 1 270 000 unità totalizzate combinatamente.
Il brano è contenuto nel primo EP Four for the Floor, messo in commercio nel 2021 in occasione del Record Store Day, che ha prodotto altri tre singoli, tra cui Head & Heart, registrato con MNEK, e Bed, realizzato con Raye e David Guetta. Il primo di essi ha goduto di successo globale, raggiungendo la vetta di sei mercati, tra cui Irlanda e Regno Unito, entrando la Hot 100 statunitense e conseguendo la certificazione di almeno platino in più di dieci nazioni. La popolarità riscontrata dal pezzo gli ha permesso di firmare un contratto discografico con la divisione britannica della Atlantic Records e gli ha valso tre nomination nell'ambito dei BRIT Award, il principale riconoscimento musicale nel Regno Unito, oltre la vittoria di un Global Award. Bed, invece, è divenuto il suo quarto ingresso in top ten nella hit parade britannica e lo stesso, candidato per il BRIT Award alla canzone dell'anno, ha ricevuto la certificazione di platino in madrepatria.
Out Out, la cui parte vocale è stata presa da Charli XCX e Saweetie, ha replicato il successo del suo predecessore, mentre I Wish, cantata da Mabel, si è fermata nella top twenty britannica.
A settembre 2021 si è avviata la sua prima tournée negli Stati Uniti d'America, a cui ha fatto seguito un tour concentrato nel Regno Unito e Irlanda tra ottobre e dicembre del medesimo anno.

## Discografia

### EP
- 2021 – Four for the Floor

### Raccolte
- 2023 – Another Friday Night

### Singoli
- 2015 – Back Again
- 2015 – Light It Up
- 2017 – Just Wanna
- 2017 – All the Things
- 2017 – All Night
- 2017 – Sunlight
- 2017 – Feel This Way
- 2018 – Hurt
- 2018 – All I Need
- 2018 – Only You
- 2018 – Good as Gold (feat. Hayley May)
- 2018 – Fallen (feat. Hayley May)
- 2019 – Sorry
- 2020 – Lonely
- 2020 – Head & Heart (feat. MNEK)
- 2021 – Bed (con Raye e David Guetta)
- 2021 – Out Out (con Jax Jones feat. Charli XCX & Saweetie)
- 2021 – I Wish (feat. Mabel)
- 2022 – What Would You Do? (con David Guetta e Bryson Tiller)
- 2022 – History (con Becky Hill)
- 2022 – Lionheart (Fearless) (con Tom Grennan)
- 2022 – Molly (con Cedric Gervais)
- 2023 – Yeah (con i Blockenbach e Tenchi feat. ClockClock)
- 2023 – Nikes (con Ron Carroll)
- 2023 – Do U Want Me Baby? (con Billen Ted feat. Elphi)
- 2023 – Dance Around It (con Caity Baser)
- 2023 – 0800 Heaven (con Nathan Dawe ed Ella Henderson)
- 2023 – Desire (con le Icona Pop e Rain Radio)
- 2023 – Drinkin' (con MK e Rita Ora)
- 2023 − Hey DJ
- 2024 – Nikes On (con Majestic e Ron Carroll)
- 2024 – Riverside MF (con Sidney Samson e Pajane)
- 2024 – Stay Together (Baby Baby) (con Pickle e Vula)
- 2024 – Tonight (D.I.Y.A) (con Jax Jones e Jason Derulo)
- 2024 – Upside Down (con Robin Schulz e Koppy)
- 2024 – Higher (con Nathan Dawe e Sacha)
- 2024 – Be Alright
- 2025 – Tears on My Piano

## Riconoscimenti
- BMI London Awards
  - 2021 – Most-Performed Song per Head & Heart[21]

- BRIT Awards
  - 2021 – Candidatura all'Artista maschile britannico solista[14]
  - 2021 – Candidatura alla Canzone dell'anno per Head & Heart[14]
  - 2021 – Candidatura alla Rivelazione dell'anno[14]
  - 2022 – Candidatura al Miglior artista dance[16]
  - 2022 – Candidatura alla Canzone dell'anno per Bed[16]

- Fonogram Awards
  - 2021 – Candidatura all'Album o registrazione internazionale dell'anno – EDM per Head & Heart[22]
  - 2022 – Album o registrazione internazionale dell'anno – EDM per I Wish, Out Out e Bed[23]

- Global Awards
  - 2021 – Star in ascesa[15]
  - 2022 – Candidatura al Miglior artista maschile[24]
  - 2022 – Candidatura al Miglior artista pop[24]

- iHeartRadio Music Awards
  - 2021 – Candidatura alla Canzone dance dell'anno per Head & Heart[25]
  - 2022 – Candidatura alla Canzone dance dell'anno per Bed[26]
  - 2022 – Candidatura all'Artista dance dell'anno[26]

- LOS40 Music Awards
  - 2020 – Candidatura all'Artista o produttore dance[27]

- MTV Europe Music Awards
  - 2021 – Candidatura al Miglior artista elettronica[28]